# 金剛于
金剛或譯為金康宇（1978年7月11日—），韓國男演員。
還是中央大學三年級學生時，透過試鏡活動獲導演金基德錄取，於2002年釜山電影節的開幕電影《海岸線》中演出，之後開始他在演藝界的生涯。2012年拍攝的《金錢的味道》與當時65歲資深女演員尹汝貞上演床戲，為首次在電影中露股。

## 個人生活
2010年6月18日，迎娶相戀七年的女朋友韓舞映（女演員韓惠軫的姊姊）為妻。

## 出演作品

### 電視劇
- 2001年：MBC《悄悄愛上你》
- 2003年：MBC《跳動的人生》飾演 申茂哲
- 2005年：SBS《三葉草》飾演 尹成宇
- 2008年：SBS《飛天舞》飾演 史俊
- 2009年：KBS《男人的故事》飾演 蔡道宇
- 2012年：KBS《海雲臺戀人們》飾演 李泰成
- 2014年：KBS《黃金交叉》飾演 姜道允
- 2015年：OCN《失蹤的黑色M》飾演 吉秀賢
- 2016年：MBC《Goodbye Mr. Black》飾演 閔善宰
- 2017年：tvN《Circle：相連的兩個世界》飾演 金俊赫
- 2018年：MBC《入贅丈夫吳作鬥》飾演 吳作斗/吳赫
- 2018年：KBS《玉蘭麵屋》飾演 奉吉
- 2019年：MBC《Item》飾演 趙世王
- 2019年：KBS《99億的女人》飾演 姜太宇
- 2021年：JTBC《孔雀都市》飾演 鄭俊赫
- 2024年： MBC 《美好世界》飾演 姜秀浩

### 網路劇
- 2016年：《特勤（朝鲜语：특근 (웹 드라마)）》飾演 金孝燦
- 2024年：《暴君》飾演 保羅

### 電影
- 2002年：《海岸線（朝鲜语：해안선 (영화)）》飾演 趙列兵
- 2003年：《實尾島風雲》飾演 敏豪
- 2004年：《當春天來到（朝鲜语：꽃피는 봄이 오면 (영화)）》飾演 周浩
- 2005年：《颱風太陽（朝鲜语：태풍태양）》飾演 毛奇
- 2005年：《野獸與美女》飾演 卓俊河
- 2007年：《京義線（朝鲜语：경의선 (영화)）》飾演 金萬秀
- 2007年：《食客》飾演 盛燦
- 2007年：《假面（朝鲜语：가면 (2007년 영화)）》飾演 趙京尹
- 2008年：《純情漫畫（朝鲜语：순정만화 (영화)）》飾演 圭哲（特別出演）
- 2009年：《海洋男孩》飾演 天秀
- 2009年：《情慾五感圖》飾演 姜賢宇／正河弟弟
- 2010年：《愛情，說來可笑（朝鲜语：하하하）》飾演 姜正浩
- 2010年：《英雄本色：無敵者（朝鲜语：무적자）》飾演 金哲
- 2012年：《人類滅亡報告書》飾演 朴道元
- 2012年：《金錢的味道》飾演 朱英作
- 2012年：《外事警察》飾演 安民鐵
- 2013年：《接觸感應》飾演 楊春東
- 2013年：《結束和開始（朝鲜语：끝과 시작）》飾演 鄭河東生
- 2013年：《王牌巨猩》飾演 斗山熊領隊
- 2013年：《結婚前夕（朝鲜语：결혼전야）》飾演 任泰圭
- 2014年：《危險的傳聞（朝鲜语：찌라시: 위험한 소문）》飾演 李宇坤
- 2014年：《失業女王聯盟》飾演 姜東俊（特別出演）
- 2015年：《姦臣》飾演 燕山君
- 2018年：《消失的夜晚（朝鲜语：사라진 밤）》飾演 朴振韓
- 2018年：《上流社會（朝鲜语：상류사회 (2018년_영화)）》飾演 白廣賢
- 2021年：《今天決定我愛你》飾演 姜志皓
- 2021年：《明天的记忆（朝鲜语：내일의 기억 (2021년 영화)）》飾演 金善宇
- 2021年：《鬼門（朝鲜语：귀문 (영화)）》飾演 心靈研究所所長道鎮
- 2022年：《诞生》饰演 丁夏祥
- 2023年：《貴公子》饰演 韩理事
- 2025年：《破果》饰演 孙室长

### MV
- 2003年：K2《Never Never》
- 2004年：李秀英《光化門戀歌》（與韓智慧、趙胤熙）
- 2009年：鄭在旭《閉上我的眼睛》[3]（與李昭娟）
- 2009年：KCM《一天》（與崔貞媛）
- 2013年：MAIN《愛情這種話》（與俞雪婀）
- 2015年：金俊秀《Yesterday》（與藤井美菜）

### 話劇
- 2016年：《哈姆雷特－The Play》飾演 哈姆雷特

## 綜藝節目
- 2018年：tVN《在當地吃得開嗎》第二季中國篇

## 獲獎
- 2005年：釜山國際電影節－影評人協會獎
- 2007年：第25屆都靈國際電影節－男主角獎（京義線）
- 2010年：第2屆韓國珠寶獎－藍寶石獎
- 2010年：第10屆釜山影評人協會賞－男子新人獎
- 2018年：MBC演技大賞－周末劇（入贅丈夫吳作斗）最優秀演技獎

## 腳註
1. ↑  .   [2012-07-31]. （原始内容存档于2018-09-20）.
2. ↑  c-jes官方网站 的存檔，存档日期2014-10-24.
3. ↑  翻唱自平井堅《輕閉雙眼》

## 外部連結
- 金剛于的Instagram帳戶
- 金剛于在互联网电影资料库（IMDb）上的資料（英文）